# 李鎬雨
李 鎬雨（イ・ホウ、이호우、1912年3月2日 - 1970年）は、韓国の時調の詩人、ジャーナリスト。本貫は慶州李氏、本名はイ・ホ（이호）。慶尚北道の清道郡出身。妹は詩人の李永道。
解放後は詩人として活動しながら、大邱日報、大邱毎日新聞の編集局長・論説委員などを務めた。

## 受賞歴
- 1955年、慶北文化賞

## 主な作品
- 1939年、『낙엽』(落葉)[3]
- 1940年、『달밤』(月夜)
- 1955年、『이호우시조집』 (爾豪愚時調集)
- 1968年、『휴화산』(休火山)